# 弗勒姆維爾 (加利福尼亞州)
弗勒姆維爾（英語：Flumeville）是位於美國加利福尼亞州門多西諾縣的一個非建制地區。該地的面積和人口皆未知。

## 地理
弗勒姆維爾的座標為38°55′46″N 123°42′35″W / 38.92944°N 123.70972°W，而該地的平均海拔高度為58米（即190英尺）。